# Villanova d’Asti
Villanova d’Asti (piemontiul: Vilaneuva d'Ast) település Olaszországban, Piemont régióban, Asti megyében. Lakosainak száma 5487 fő (2023. január 1.). Villanova d’Asti Buttigliera d’Asti, Dusino San Michele, Isolabella, Montafia, Riva presso Chieri, San Paolo Solbrito, Valfenera és Poirino községekkel határos.

## Népesség
A település lakossága az elmúlt években az alábbi módon változott:
| Lakosok száma | 5667 | 5686 | 5487 |
|               | 2017 | 2018 | 2023 |